# Руски университет по транспорт
Руският университет по транспорт (на руски: Российский университет транспорта), широко известен със съкращението МИИТ (по предишно дългогодишно наименование) е разположен в Москва, столицата на Русия.
Агенция „Эксперт РА“ включва университета в списъка на най-добрите висши училища в цялата Общност на независимите държави през 2014 г. 

## Наименования
- от 1896 до 1913 г.: Московско инженерно училище (Московское инженерное училище)
- от 1913 до 1924 г.: Московски институт за инженери по железопътен транспорт (Московский институт инженеров путей сообщения)
- от 1924 до 1931 г.: Московски институт за инженери по транспорт (Московский институт инженеров транспорта)
- от 1931 до 1933 г.: Московски експлоатационен институт за инженери по железопътен транспорт (Московский эксплуатационный институт инженеров железнодорожного транспорта)
- от 1933 до 1993 г.: Московски институт за инженери по железопътен транспорт (Московский институт инженеров железнодорожного транспорта)
- от 1993 до 2017 г.: Московски държавен университет по железопътен транспорт (Московский государственный университет путей сообщения)[1]
- от 2017 г.: Руски университет по транспорт (Российский университет транспорта)

В някои периоди допълнително носи име на руски / съветски политик:
- 1913 – 1917 г.: „Император Николай II“ (Императора Николая II)
- 1926 – 1928 г.: „Ф. И. Дзержински“ (имени Ф. Э. Дзержинского)
- 1946 – 1961 г.: „И. В. Сталин“ (имени И. В. Сталина)
- 1988 – 1993 г.: „Ф. И. Дзержински“ (имени Ф. Э. Дзержинского)
- 2015 – 2017 г.: „Император Николай II“ (Императора Николая II)[2]

## Учебна структура
Той е най-големият транспортен ВУЗ в Европа и сред най-старите технически висши училища в Русия. Готви специалисти с висше и средно професионално образование по 95 специалности (70 във висшето и 25 в средното образование) за железопътния транспорт и други отрасли на икономиката. Има в състава си 4 академии, 8 института, 4 факултета, 4 колежа, 4 техникума, гимназия, 22 филиала и представителство в 24 региона на Русия – от Калининград на запад до Ижевск на изток и от Лабитнанги на север до Волгоград на юг.
в Москва
- Институт по управление и информационни технологии (Институт управления и информационных технологий) – с 14 катедри
- Институт по транспортна техника и системи за управление (Институт транспортной техники и систем управления) – с 20 катедри
- Институт по икономика и финанси (Институт экономики и финансов) – с 11 катедри
- Юридически институт (Юридический институт) – с 12 катедри
- Институт по пътища, строителство и съоръжения (Институт пути, строительства и сооружений) – с 20 катедри
- Хуманитарен институт (Гуманитарный институт) – с 9 катедри
- Руско-немски институт (Русско-немецкий институт) – с 2 катедри
- Институт по международни транспортни комуникации (Институт международных транспортных коммуникаций)
- Руска академия по железопътен транспорт (Российская академия путей сообщения)
- Руска открита академия по транспорт (Российская открытая академия транспорта)
- Академия по транспортна безопасност (Академия транспортной безопасности)
- Академия по транспортна медицина (Академия транспортной медицины)
- средни училища: Московски колеж по железопътен транспорт, Правов колеж, Медицински колеж, гимназия

другаде
- филиали: Брянски, Волгоградски, Воронежки, Елецки, Ижевски, Казански, Калининградски, Калужки, Кировски, Курски, Муромски, Нижегородски, Орловски, Поволжки, Рязански, Смоленски, Ухтински, Ярославски
- средни училища: Ожерелиевски железопътен колеж, Ярославски железопътен техникум, Тамбовски железопътен техникум, Узловски железопътен техникум

## Видни учени
- Василий Звонков – член-кореспондент на Академията на науките на СССР
- Владимир Образцов – академик на Академията на науките на СССР
- Евгений Патон – академик на Академията на науките на УССР
- Григорий Передерий – академик на Академията на науките на СССР
- Сергей Сыромятников – академик на Академията на науките на СССР

## Известни випускници
- Виктор Векселберг – бизнесмен, най-богатият човек в Русия
- Дмитрий Гаев – началник на „Московски метрополитен“
- Алексей Гордеев – министър на селското стопанство на Русия
- Яков Джугашвили – син на Йосиф Сталин
- Александър Масляков – телеводещ, организатор на телевизионното състезание „КВН“
- Пантелеймон Пономаренко – министър, член на Президиума на ЦК на КПСС
- Анатолий Рибаков – писател
- Фу Чжихуан – министър на железопътния транспорт на Китай
- Виктор Векселберг-руски бизнесмен
- Леонард Блаватник-руско-американски бизнесмен
- Владимир Кузмин-руски музикант
- Иля Филатов-икономист, финансист, мениджър[3][4]